# Greatest Hits (album Mariah Carey)
Greatest Hits – 2-płytowa składanka największych hitów amerykańskiej wokalistki Mariah Carey. Została wydana 4 grudnia 2001 roku w USA nakładem Columbia Records.

## Zawartość
Carey wydała już wcześniej składankę #1's, ale stało się to zanim przeszła do Virgin Records, gdzie nagrywała kilka miesięcy i jedynym albumem, który wydała tam był Glitter OST. Po powrocie do Columbii postanowiła stworzyć jeszcze jedną składankę, tym razem 2-płytową. Niestety, wokalistka niezbyt udzielała się przy jego tworzeniu: książeczka zawierała bardzo krótkie podziękowania, w przeciwieństwie do #1's. Album zawiera single ze wszystkich poprzednich albumów oraz piosenki, które nie znalazły się na #1's. Oto one:
- hity z pierwszej 5 w USA: „Can’t Let Go” (1991), „Make It Happen” (1992) i „Without You” (1994), i hit z pierwszej 20 „Anytime You Need a Friend” (1994);
- piosenki z radia: „Forever” (1996), „Underneath the Stars” (1996) i „Butterfly” (1997);
- „Heartbreaker” (1999) i „Thank God I Found You” (2000), 2 single z albumu Rainbow, które stały się #1, tak jak „Can’t Take That Away (Mariah’s Theme)” (2000), inna piosenka z Rainbow;
- „Endless Love” (1994), duet z Lutherem Vandrossem, który znalazł się w pierwszej 5., niewydany na żadnym albumie Carey
- „So So Def remix” „All I Want for Christmas Is You” (1994) nagrany z Lil' Bow Wowem i Jermaine’em Dupri, który znalazł się poprzednio tylko na japońskiej reedycji singla.

Większość wersji amerykańskich miała na liście utworów także duet z Westlife „Against All Odds (Take a Look at Me Now)”. Na japońskiej wersji znalazły się: „Against All Odds”, „Open Arms”, tytułowa piosenka z albumu Music Box oraz wersja „All I Want for Christmas Is You”, pochodząca z albumu Merry Christmas. Greatest Hits to także jedyny album, na którym pojawia się „Never Too Far/Hero Medley”. Mimo że wiele wersji nieamerykańskich zawierało remiks „All I Want for Christmas Is You”, to w Wielkiej Brytanii pojawił się one dopiero na reedycji albumu, wydanej z 2005 roku.

## Lista utworów

### CD 1
1. „Vision of Love” – 3:31
2. „Love Takes Time” – 3:51
3. „Someday” – 4:08
4. „I Don’t Wanna Cry” – 4:51
5. „Emotions” – 4:10
6. „Can’t Let Go” – 4:29
7. „Someday” – 5:09
8. „I’ll Be There” gościnnie Trey Lorenz – 4:26
9. „Dreamlover” – 3:55
10. „Hero” – 4:20
11. „Without You” – 3:37
12. „Anytime You Need a Friend” – 4:27
13. „Endless Love” z Lutherem Vandrossem – 4:21
14. „Fantasy” – 4:04
Bonusowe piosenki (wyd. japońskie):
15. „Open Arms” - 3:30
16. „Music Box” - 4:57
17. „All I Want for Christmas Is You” - 4:02

### CD 2
1. „One Sweet Day” z Boyz II Men – 4:43
2. „Always Be My Baby” – 4:20
3. „Forever” – 4:01
4. „Underneath the Stars” – 3:35
5. „Honey” – 5:02
6. „Butterfly” – 4:36
7. „My All” – 3:53
8. „Sweetheart” z Jermaine’em Duprim – 4:24
9. „When You Believe” z Whitney Houston – 4:36
10. „I Still Believe” – 3:57
11. „Heartbreaker” gościnnie Jay-Z – 4:48
12. „Thank God I Found You” gościnnie Joe and 98 Degrees – 4:20
13. „Can’t Take That Away (Mariah’s Theme)” – 4:34
Piosenki bonusowe:
14. „Against All Odds (Take a Look at Me Now)” z Westlife - 3:21
15. „All I Want for Christmas Is You” (So So Def remix) gościnnie Lil' Bow Wow i Jermaine Dupri – 3:43
16. „Never Too Far/Hero Medley – 4:48

## Pozycje na listach przebojów
| Lista             | Najwyższa pozycja | Certyfikat | Sprzedaż   |
| ----------------- | ----------------- | ---------- | ---------- |
| Australia         | 47                | Złoto      | 35,000+    |
| Austria           | 40                | -          | 5,000+     |
| Belgia            | 31                | -          | -          |
| Brazylia          | -                 | Platyna    | 125,000+   |
| Francja           | 24                | Złoto      | 150,000+   |
| Holandia          | 37                | -          | 20,000+    |
| Irlandia          | 47                | Platyna    | 15,000+    |
| Japonia           | 3                 | 2xPlatyna  | 400,000+   |
| Kanada            | 27                | Złoto      | 50,000+    |
| Korea Południowa  | -                 | Platyna    | 150,000+   |
| Niemcy            | 36                | -          | 50,000+    |
| Nowa Zelandia     | 11                | Platyna    | 15,000+    |
| Singapur          | -                 | 2xPlatyna  | 30,000+    |
| Szwecja           | 28                | -          | 25,000+    |
| Szwajcaria        | 17                | Złoto      | 20,000+    |
| Włochy            | 25                | Złoto      | 55,000+    |
| Wielka Brytania   | 7                 | 2xPlatyna  | 700,000+   |
| USA Billboard 200 | 52                | Platyna    | 1,250,000+ |
| Europa            | -                 | Platyna    | 1,250,000+ |
| Świat             | -                 | -          | 5,000,000+ |